# هیدروکسی کینورنین-۳
هیدروکسی کینورنین-۳ (به انگلیسی: 3-Hydroxykynurenine) با فرمول شیمیایی C۱۰H۱۲N۲O۴ یک ترکیب شیمیایی با شناسه پاب‌کم ۸۹ است. که جرم مولی آن 224.21 g/mol می‌باشد. 